# Parco nazionale di Mudumalai

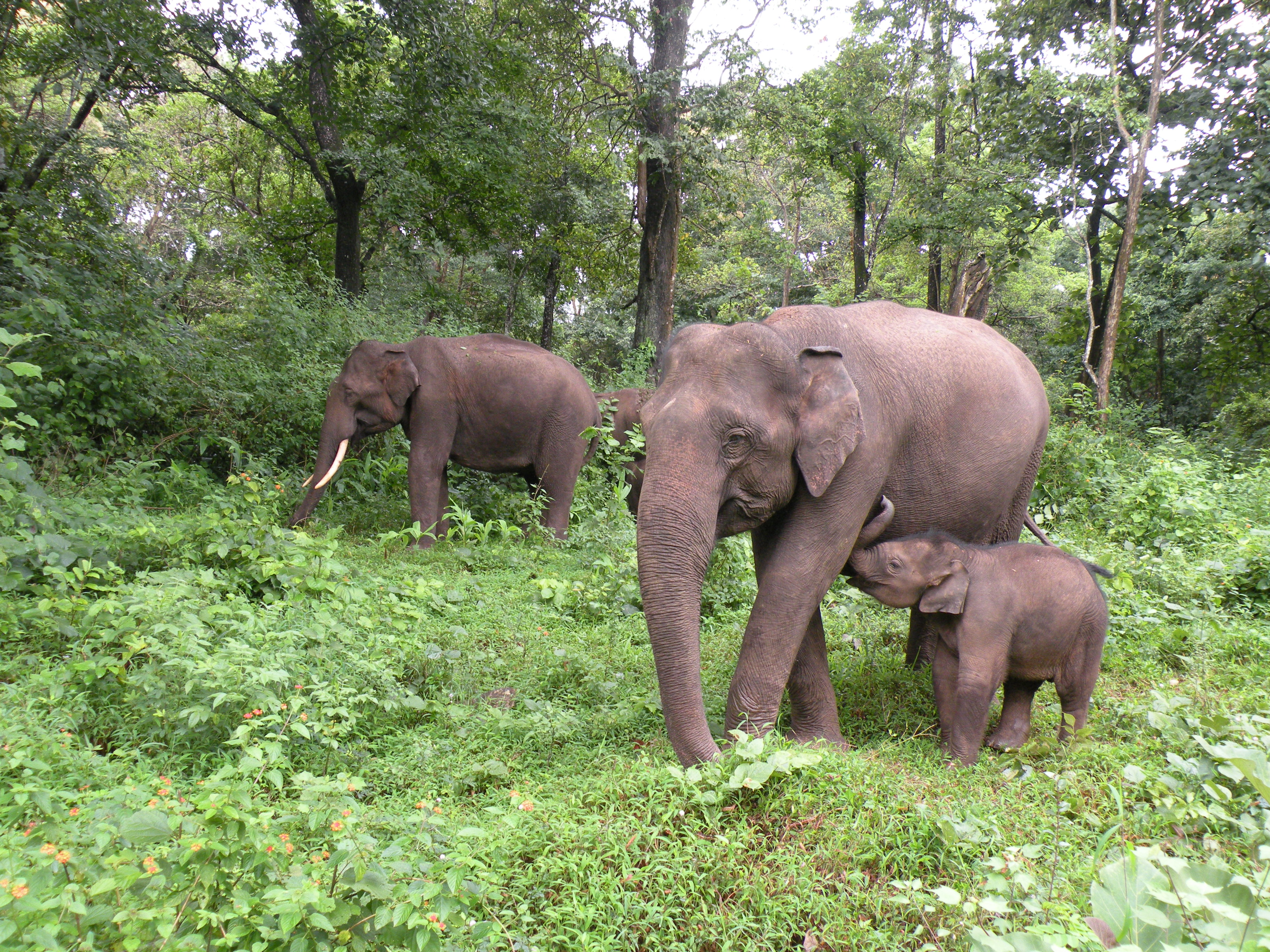
Famiglia di elefanti asiatici.

Il parco nazionale di Mudumalai (in tamil முதுமலை தேசியப் பூங்கா), noto anche come Mudumalai National Park and Wildlife Sanctuary o Mudumalai Tiger Reserve, è un'area protetta di 321 km² situata nei Ghati occidentali, nell'India meridionale, istituita nel 1940. È gestito dal Tamil Nadu Forest Department.

## Geografia
Il parco nazionale di Mudumalai si trova nello stato indiano del Tamil Nadu, al confine con gli stati di Karnataka e Kerala. È suddiviso in cinque regioni: Masinagudi, Thepakadu, Mudumalai, Kargudi e Nellakota. Nella parte orientale del parco si innalzano le Nilgiri Hills. La città più vicina, Gudular, si trova sette chilometri a sud. Le città di Mysore e Coimbatore distano rispettivamente circa 80 chilometri a nord e a sud-est. La National Highway 181 attraversa il parco a est e a sud-est.

## Storia
Nel 1940, su un'area di circa 60 chilometri quadrati, venne istituito il santuario naturale di Mudumalai, successivamente ampliato nel 1977 e incorporato nella riserva della biosfera del Nilgiri nel 1986. Il parco è stato designato anche «riserva delle tigri». Dal momento che nel 2007 la zona è stata dichiarata habitat di importanza critica per le tigri, i funzionari del governo hanno chiesto agli abitanti dei villaggi che sorgono nella riserva di lasciare l'area, offrendo loro nuove opzioni abitative fuori dalla riserva. Nell'ambito del processo di reinsediamento, alle famiglie è stata data la possibilità di scegliere tra un'adeguata compensazione monetaria o altri terreni in cambio dei propri. Mentre alcuni abitanti volevano trasferirsi, molte comunità tribali che vivevano e si guadagnavano da vivere nelle aree boschive hanno rifiutato l'offerta. Nel 2008, quasi 15000 persone si sono radunate per protestare contro la creazione della «riserva delle tigri». Negli anni che seguirono, però, molte famiglie lasciarono la zona in cambio di un compenso economico. Tuttavia, recenti rapporti del 2019 indicano che alcuni residenti sono tuttora riluttanti a lasciare il parco.

## Clima
Il clima del parco nazionale di Mudumalai è tropicale. La temperatura media in estate è di 33 e in inverno di 14 °C. La quantità delle precipitazioni è notevolmente influenzata dal monsone e ammonta a circa 2000 mm all'anno. Durante la stagione secca, tra gennaio e giugno, piove poco. Talvolta, durante questo periodo, il parco è devastato dagli incendi, che distruggono aree anche piuttosto estese.

## Flora e fauna
Il parco è caratterizzato da paesaggi collinari ricoperti da boschi, prati e arbusti, nonché da alcuni specchi d'acqua. Il punto più alto del parco raggiunge i 1266 metri sul livello del mare. Il santuario ospita diverse specie animali rare e in via di estinzione. Sono state registrate almeno 266 specie di uccelli, tra cui il grifone del Bengala (Gyps bengalensis), in pericolo di estinzione, e il grifone indiano (G. indicus). Ai visitatori vengono offerti tour safari di un'ora al mattino tra le 6:00 e le 8:00 e nel tardo pomeriggio tra le 15:00 e le 17:00, oltre a gite in elefante per l'osservazione della fauna selvatica. I veicoli privati non sono ammessi nella riserva. La seguente selezione di immagini documenta la ricca fauna del parco nazionale.

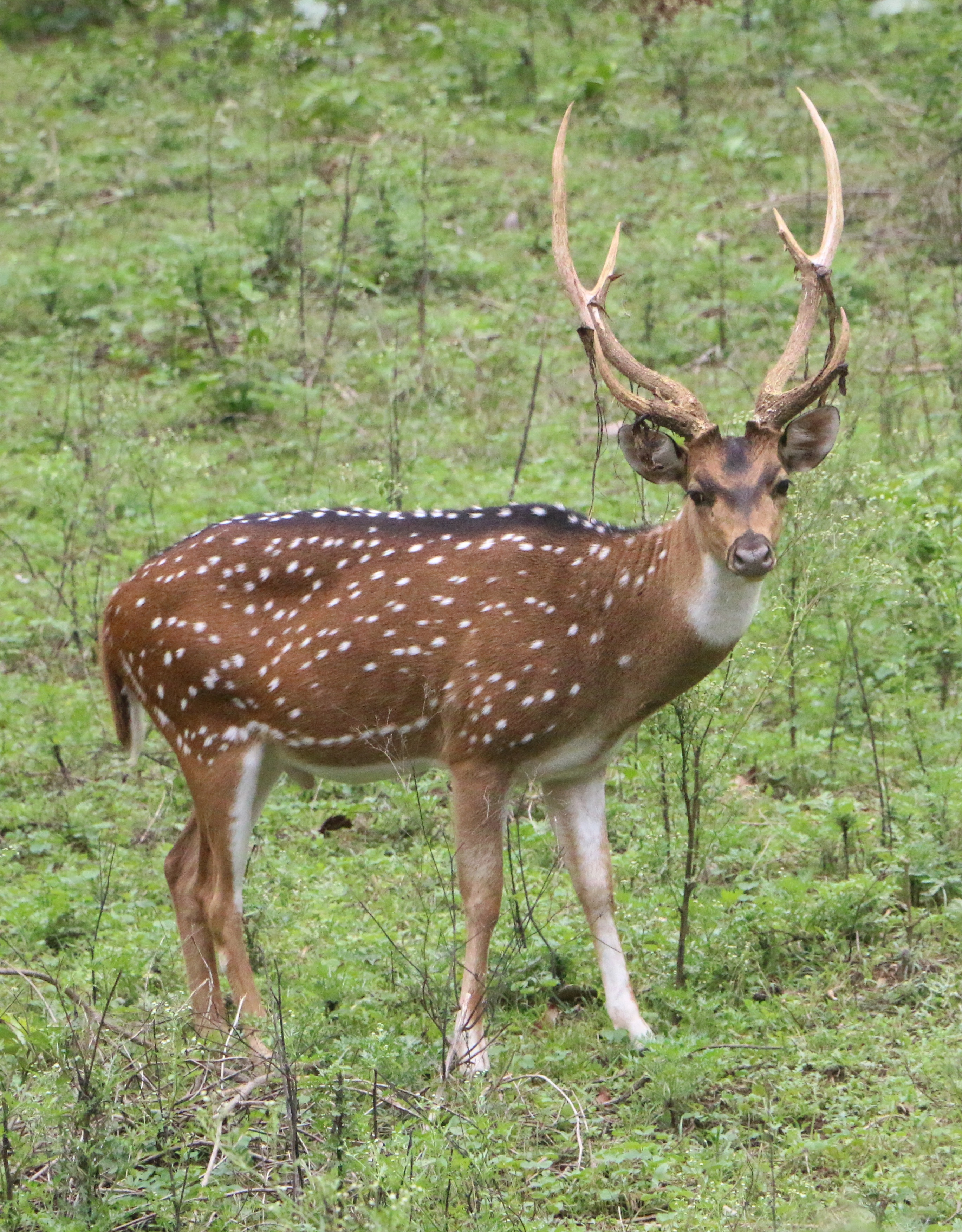
Cervo pomellato (Axis axis)
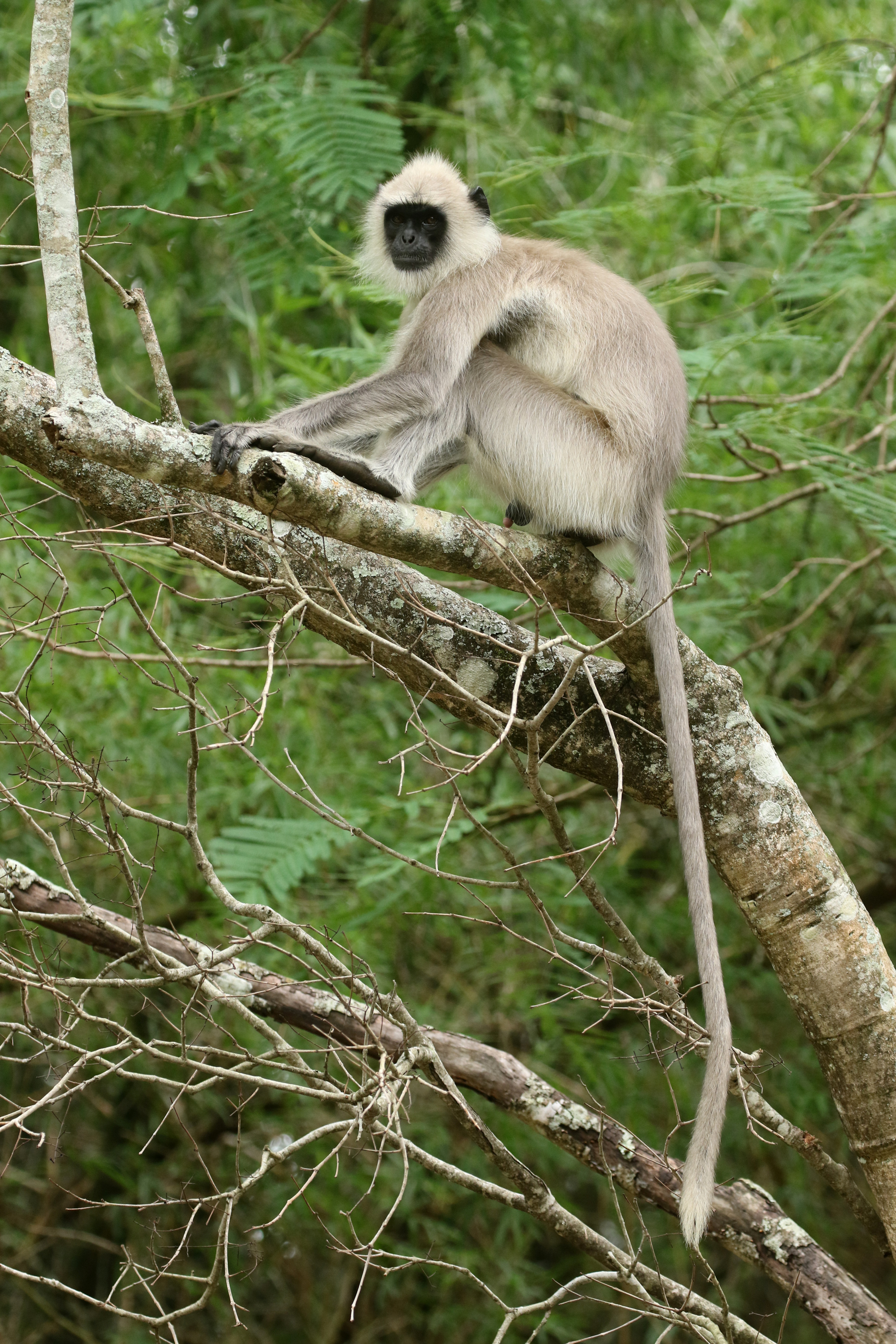
Entello dal ciuffo (Semnopithecus priam)
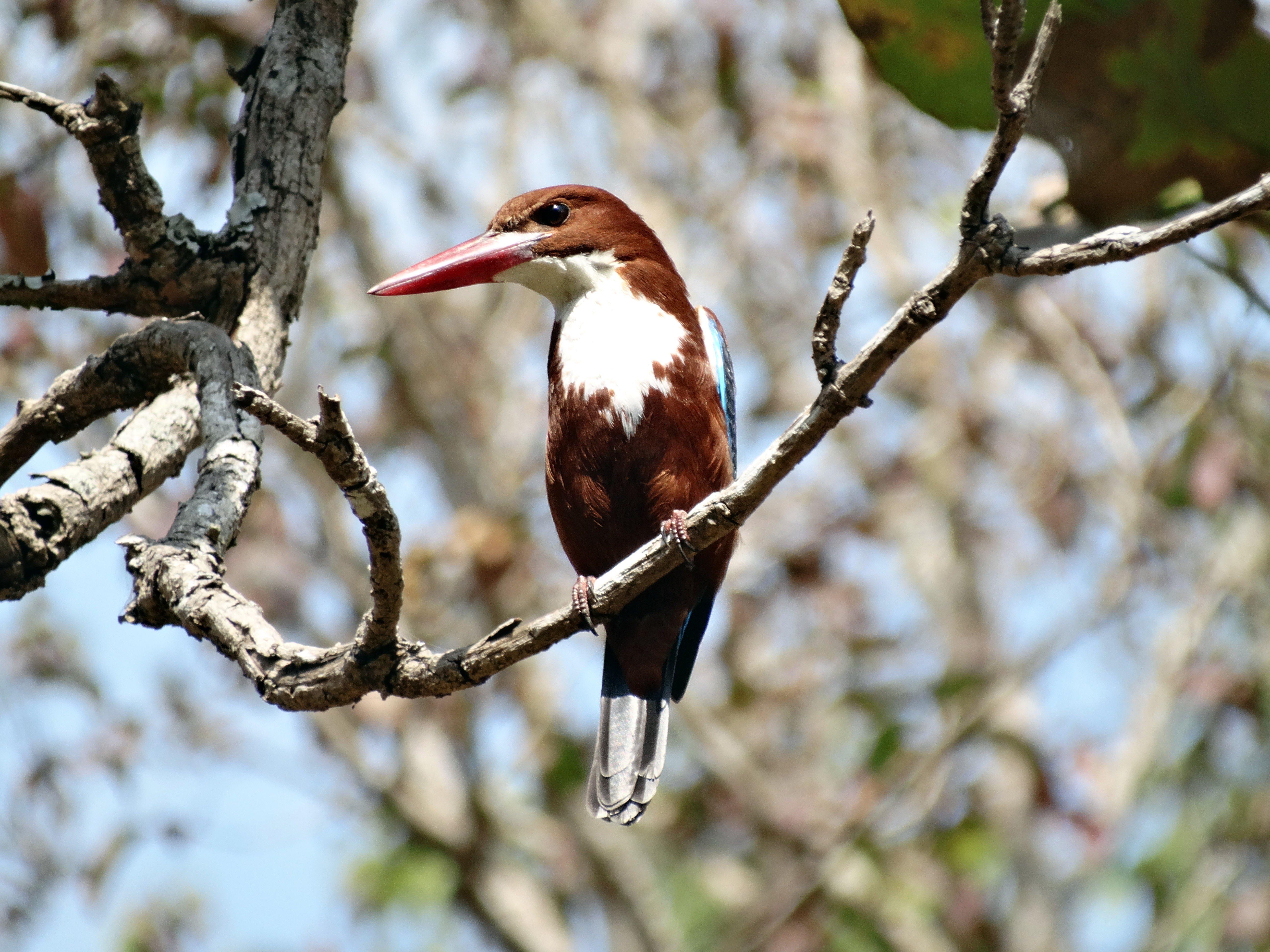
Martin pescatore di Smirne (Halcyon smyrnensis)
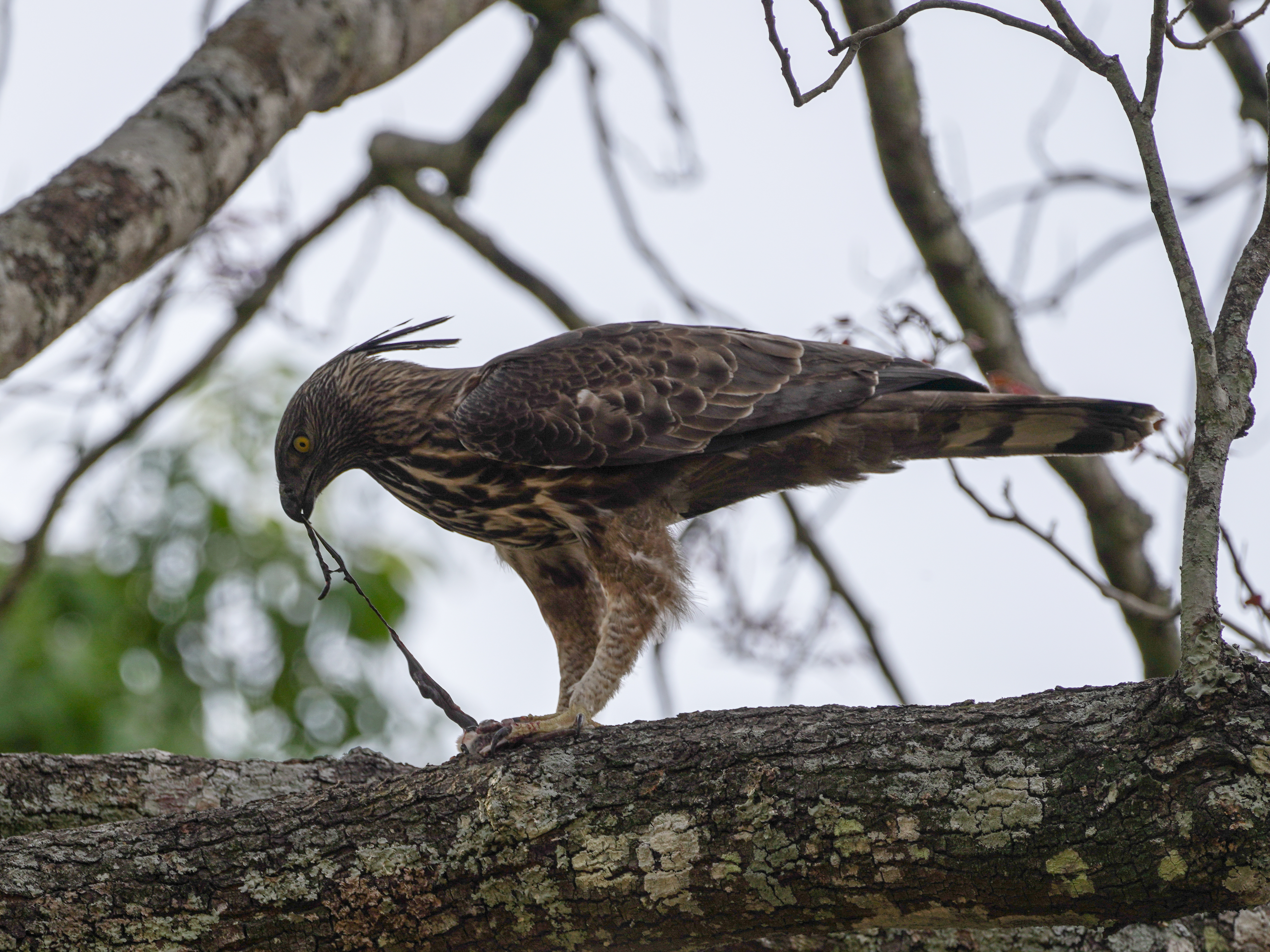
Aquila dal ciuffo variabile (Nisaetus cirrhatus)
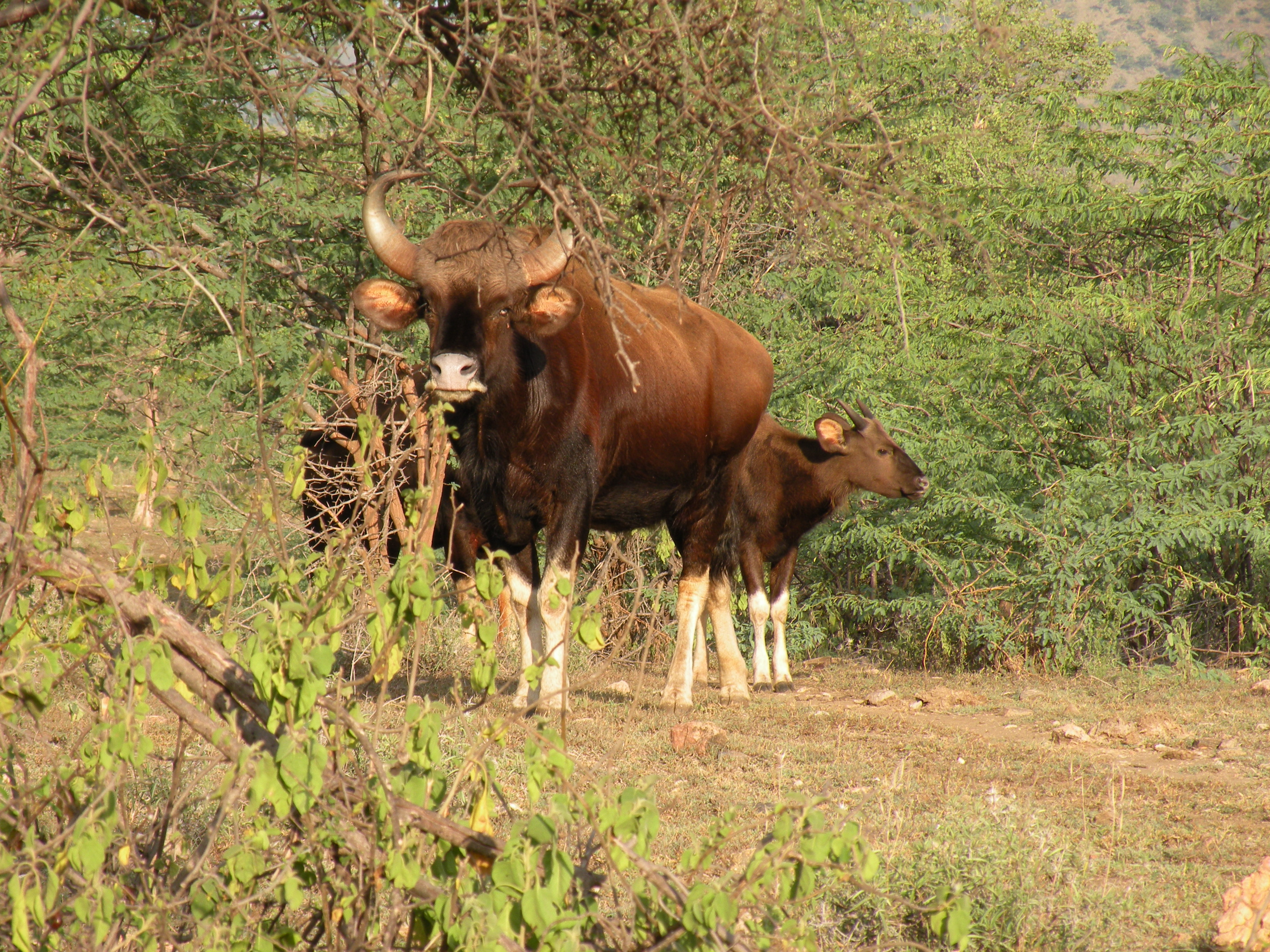
Femmina di gaur (Bos frontalis) con il piccolo
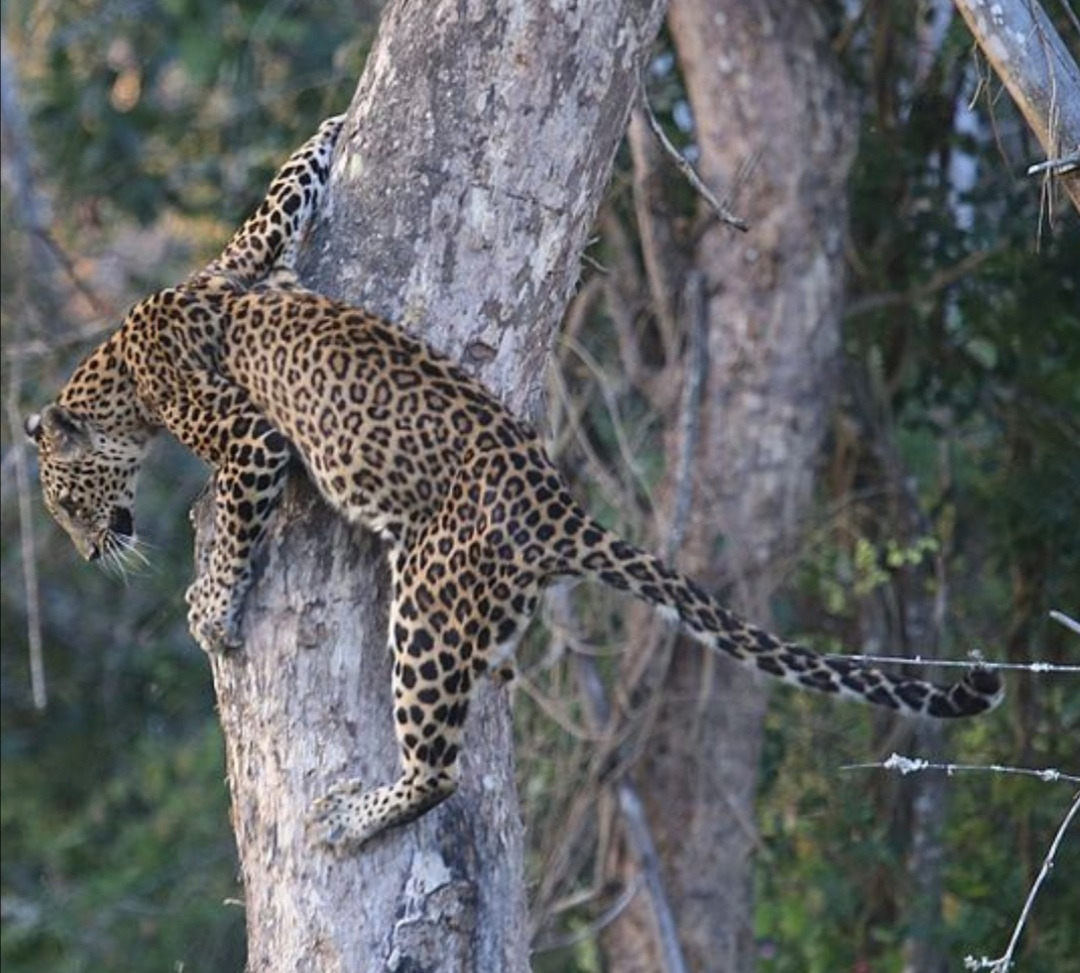
Leopardo indiano (Panthera pardus fusca)
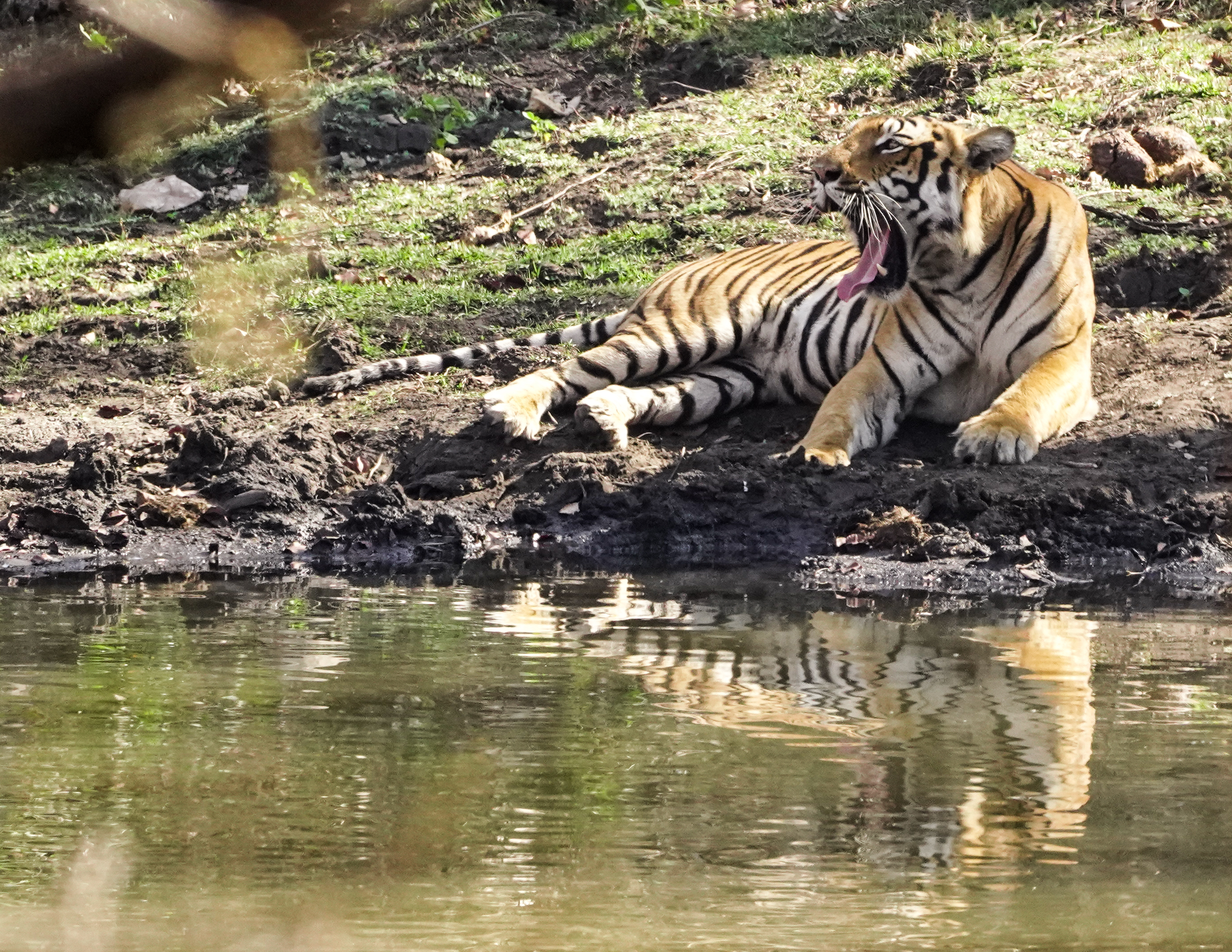
Tigre del Bengala (Panthera tigris)
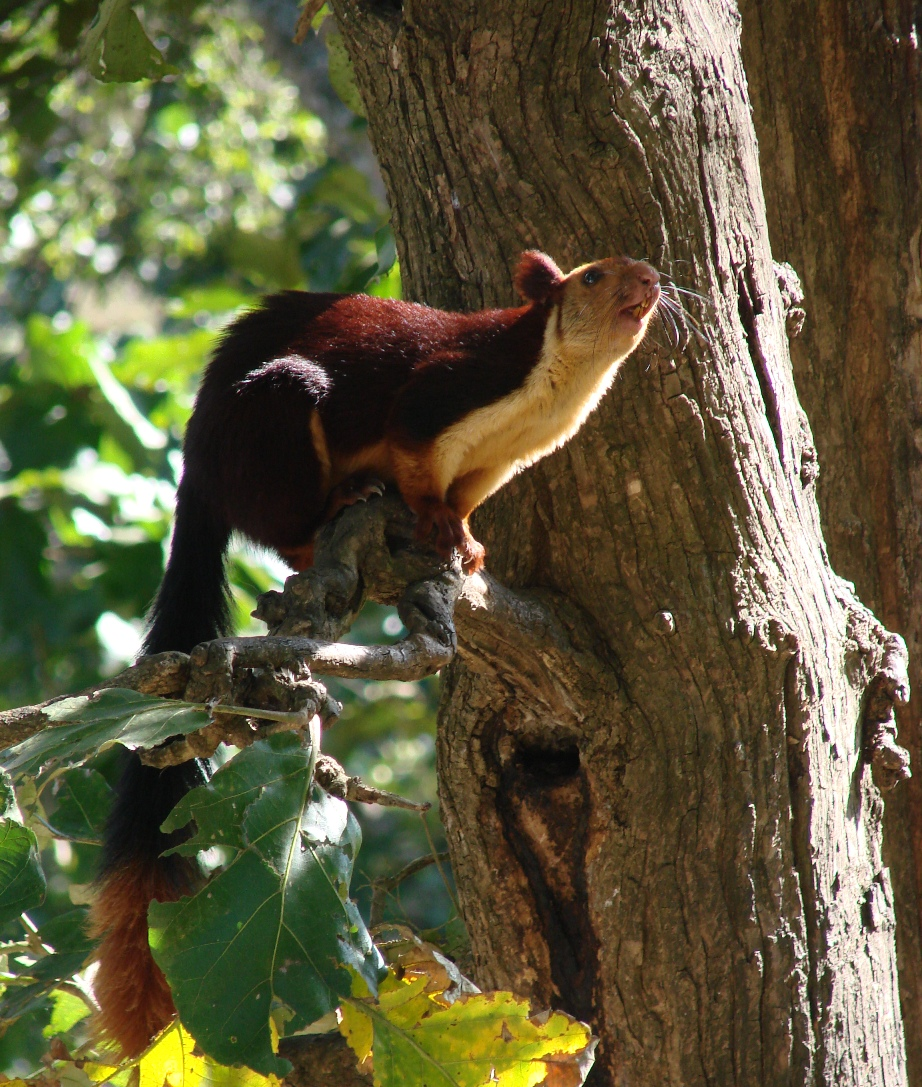
Scoiattolo gigante indiano (Ratufa indica)
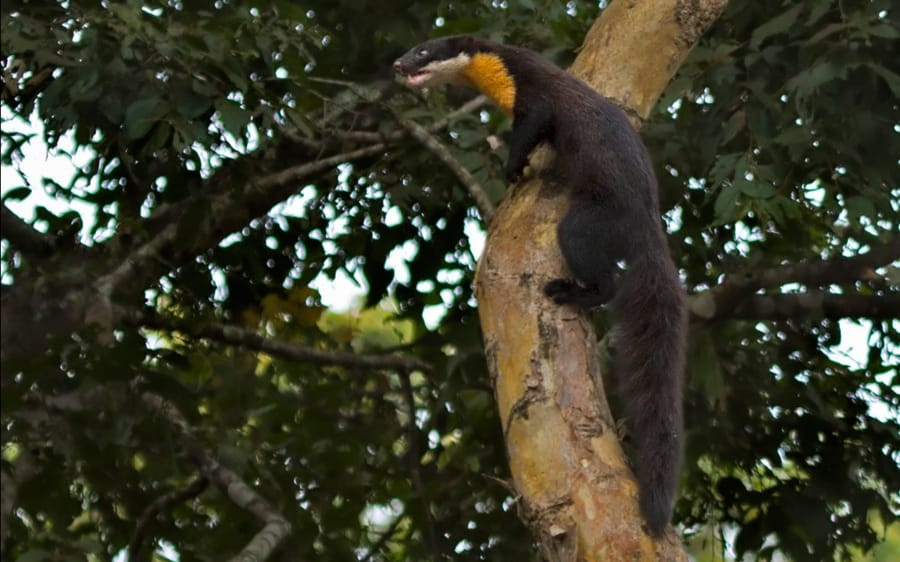
Martora dalla gola gialla indiana (Martes gwatkinsii)
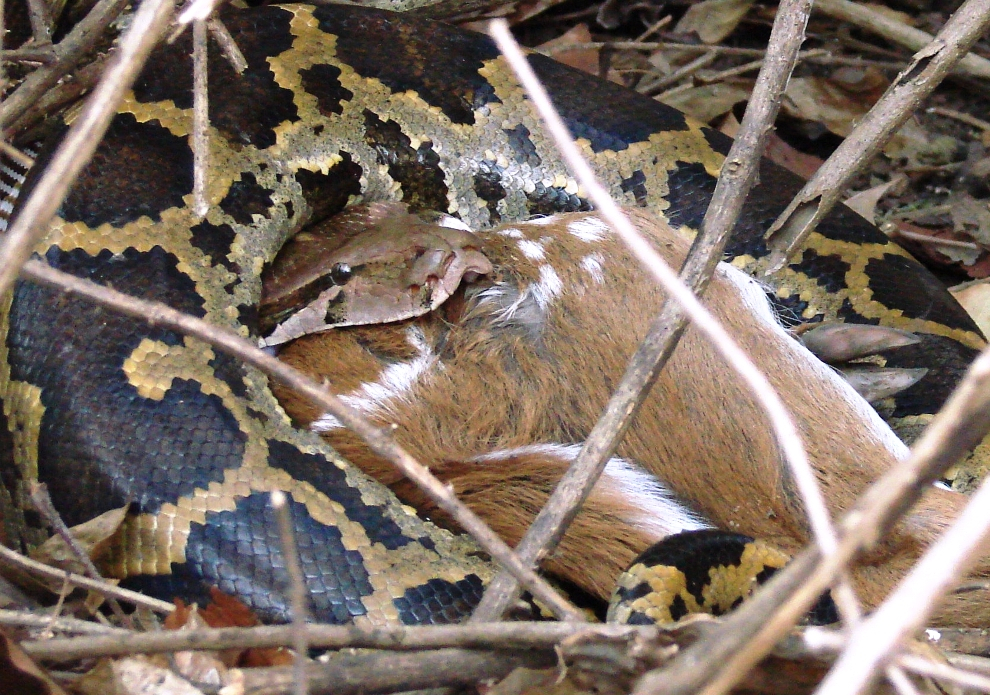
Pitone moluro (Python molurus) che divora un piccolo cervo pomellato
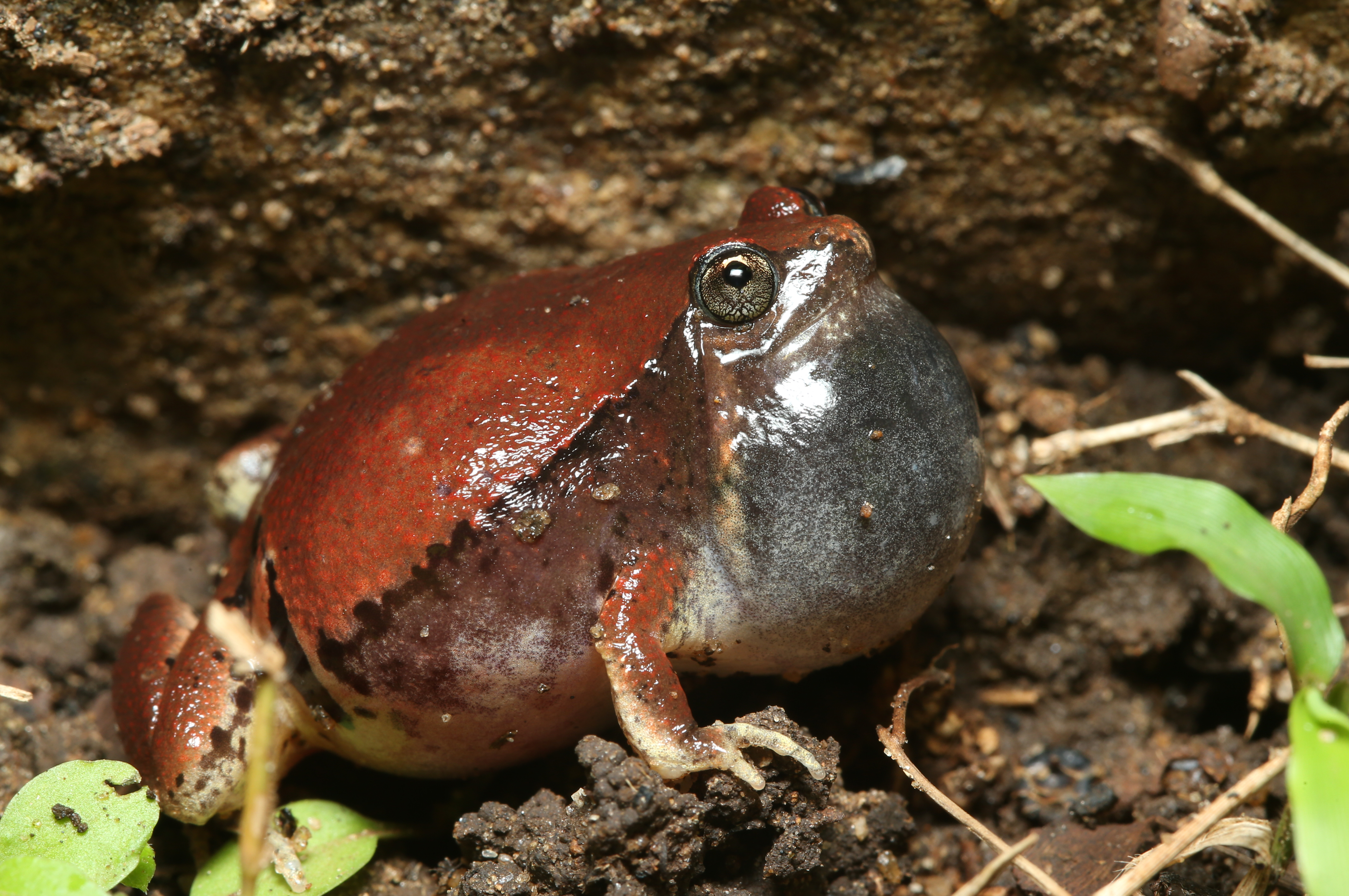
Microhyla rubra